# Sockel 3647
Der Sockel 3647, der auch als LGA 3647 bezeichnet wird, ist ein von Intel entworfener Prozessorsockel, der für Server-Prozessoren der Skylake-SP- und Xeon-Phi-Baureihen genutzt wird.
Weitere Namen für den Sockel sind Sockel P0 und der Intel-interne Materialname FC-LGA14B. Die große Anzahl an Kontakten wird erforderlich, um 6 DDR4-RAM-Kanäle, 64 PCIe-3.0-Lanes, Intel UltraPath-Verbindungen (UPI) und optionale FPGA-Module anbinden zu können.

## Varianten
Von diesem Sockel gibt es zwei Varianten, die zueinander mechanisch nicht kompatibel sind:
1. LGA 3647-0 (Sockel P0) "square"
2. LGA 3647-1 (Sockel P1) "narrow"

Die Variante P1 wird verwendet für Xeon Phi 72xx CPUs, die Variante P0 wird verwendet für Skylake-SP Xeon, Cascade Lake-SP/AP und Cascade Lake-W.